# Taurus Raging Bull
Taurus Raging Bull (em tradução livre "Touro Enfurecido") é um revólver em calibre .454 Casull, produzido pela Taurus Armas.
É considerada uma arma curta de caça devido sua grande potência, precisão e dano causado ao alvo. Esta arma é muito utilizada para a caça de animais selvagens de médio e grande porte, sendo utilizada principalmente como uma arma secundária em caçadas ou mesmo para defesa contra ataques de animais maiores como ursos ou alces.

## Funcionamento
O Raging Bull é um revólver de ação dupla, cano com compensador de recuo, armação pesada, capacidade para até 6 munições no tambor (dependendo do calibre) e cabo ergonômico feito em borracha com uma tira de borracha mais macia na parte de trás (na cor vermelha) para absorver parte do recuo. Funcionalmente, o revólver tem um tambor cilíndrico no formato side-break-action e gira para a esquerda do revólver para efetuar o próximo disparo. Possui duplo retém do tambor, o que exige do atirador a utilização das duas mãos para realizar a liberação do tambor.

## Variações
O Raging Bull vem em vários calibres e comprimentos. Adicionalmente, cada revólver tem um acabamento diferente.

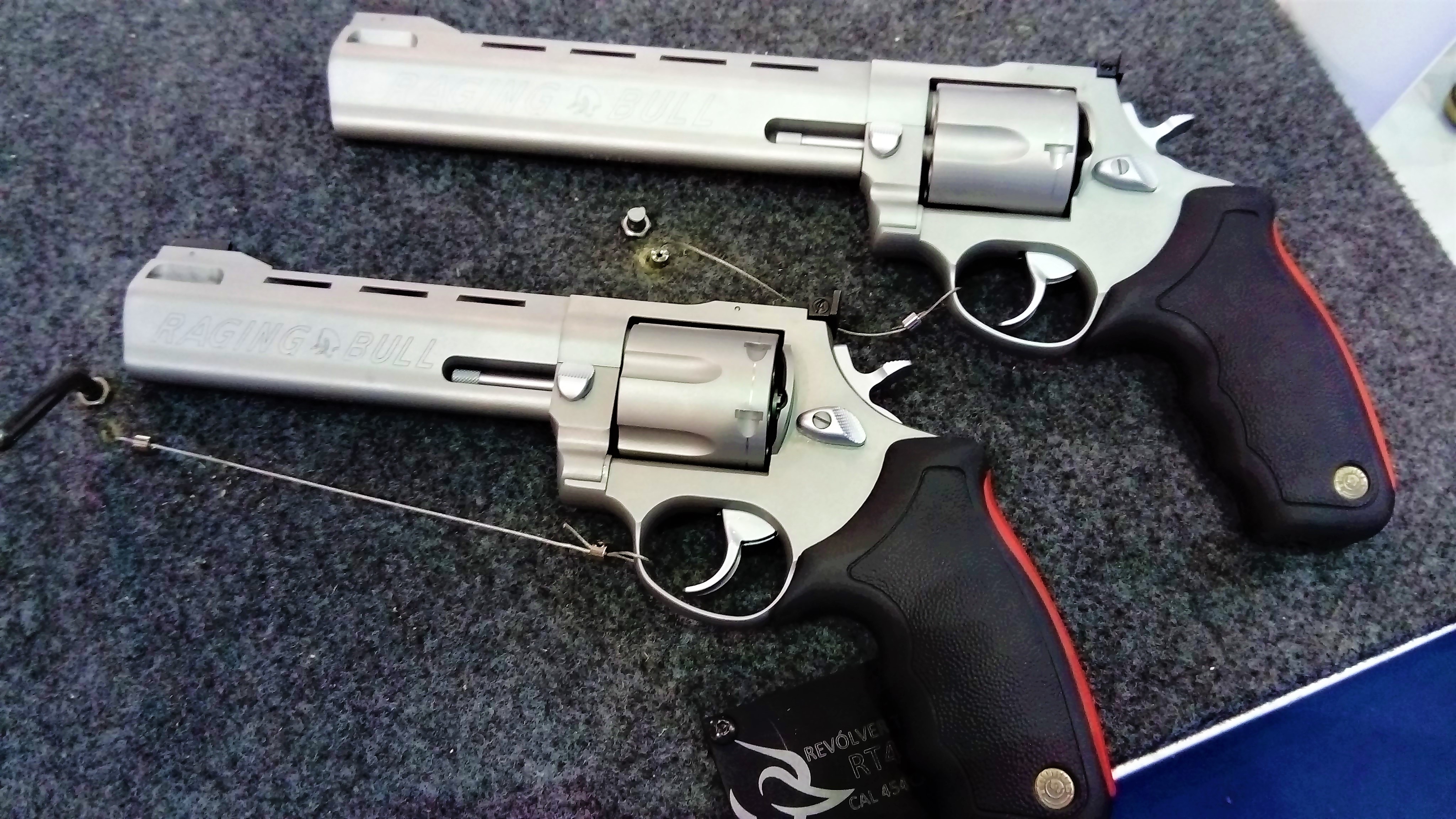
Variantes do Taurus Raging Bull, respectivamente (de cima pra baixo) com cano de 8 polegadas com calibre .454 Casull e com cano de 6 polegadas com calibre .44 Magnum

Modelo 218 (Raging Bee, "Abelha furiosa")Calibre .218 Bee, cano de 10" . Acabamento em inox.
Modelo 22H (Raging Hornet, "Vespa furiosa")Calibre .22 Hornet, cano de 10". Inox.
Modelo 223 (Raging 223, "Fúrioso")Calibre .223 Remington, cano de 10". Inox.
Modelo 30C (Raging Thirty, "30 Furioso") (Fora de linha) Calibre .30 Carabina, cano de 10". Inox.
Modelo 416Calibre .41 Magnum.
Modelo 444Calibre .44 Magnum, que também pode atirar o calibre menor .44 Special.
Modelo 444 UltraliteCompacto .44, com um cano de 4".Acabamento azulado ou de titânio.
Modelo 454Calibre .454 Casull, Que pode atirar o menos poderoso .45 Colt.
Modelo 480 (Descontinuado)Calibre .480 Ruger.
Modelo 500 (Descontinuado)Calibre .500 S&W Magnum, que pode atirar o projétil menor .500 S&W Special.
Acabamentos opcionais incluem aço inoxidável, banhado a níquel e aço azulado. Opções de cano incluem 5", 6", 8", 10". Nem todos os acabamentos e comprimentos são possíveis para cada arma.
Todos os modelos tem mira fixa frontal e mira ajustável traseira. O Raging Hornet e o Raging Thirty tem listras amarelas no cabo por padrão, ao contrário da listra vermelha tradicional.
Segundo o site da Taurus, o Raging Bull em 500 S&W está descontinuado desde dezembro de 2007.